# Supercoppa italiana (hockey in carrozzina)
La Supercoppa italiana di hockey in carrozzina, nasce nella prima edizione in ottobre 2007 con l'intesa tra FIWH (Fed. Italiana Wheelchair Hockey) e l'Assessorato alla Salute e l'Assessorato allo Sport del Comune di Milano, è una competizione del Wheelchair Hockey. Si affrontano i campioni d'Italia, cioè i vincitori del campionato di Serie A, e i vincitori della Coppa Italia.

## Obiettivi
Lo sport è infatti un efficace strumento di inclusione: permette ad ogni individuo di potenziare le proprie abilità e lo stimola a superare le "barriere" fisiche e psicologiche.
L'Assessorato intende fornire un supporto e un sostegno sempre maggiore a quelle Associazioni, come la Federazione Italiana Wheelchair Hockey, che si adoperano per organizzare eventi sportivi per i diversamente abili che con pari dignità si avvicinano allo Sport.
Per questo 
l'Assessorato allo Sport e Tempo Libero, condividendo con l'Assessorato alla Salute la promozione della cultura della salute, sostiene un evento importante come la Super Coppa Italiana Wheelchair Hockey 2007.